# Desmosoma auritum
Desmosoma auritum är en kräftdjursart som beskrevs av Alberto Carvacho 1977. Desmosoma auritum ingår i släktet Desmosoma och familjen Desmosomatidae. Inga underarter finns listade i Catalogue of Life.